# Коті (Коті)
Ко́чі (яп. 高知市, こうちし, МФА: [koːt͡ɕi ɕi̥]?) — місто в Японії, в префектурі Коті. Розташоване в південній частині префектури, в дельті річки Каґамі, на березі Тихого океану.  Адміністративний центр префектури. Виникло на основі призамкового містечка автономного уділу Тоса, яким керував самурайський рід Ямаучі. Отримало статус міста 1889 року. Площа становить 309,22 км². Станом на 1 липня 2012 року населення складало 341 672  осіб, густота населення — 1100 осіб/км².  Основою економіки є сільське господарство, рибальство, хімічна і харчова промисловість, комерція і туризм. Традиційні ремесла — деревообробка і виробництво японського паперу. В місті розташовані замок Коті, самурайські квартали, садиба Сакамото Рьоми, святилище Тоса. В місті проживає близько половини усього населення префектури.

## Демографія
Згідно з даними перепису населення Японії, населення Кочі збільшувалось до початку 00-х, а з 2010 почало скорочуватись. Станом на 1 жовтня 2020 року населення складало 326 545 осіб, з яких чоловіків — 152 445 осіб, жінок — 174 090 осіб. Густота населення — 1057 осіб/км².

## Історія
Після битви при Секіґахара (1600 рік) даймьо Ямаучі Кадзутойо отримав земельний наділ в провінції Тоса від сьоґуна Токуґава Іеясу як нагороду за підтримку в битві. На цій території даймьо розпорядився побудувати замок Коті. Місто бере своє ім'я від імені цього замку.
Під час Реставрації Мейдзі Коті відоме як один з центрів проімператорських сил.
1874 року в Коті було створено Товариство самодопомоги, громадська організація, що стала прототипом японських політичних партій.
Поселення офіційно отримало статус міста 1 квітня 1889 року

## Клімат
Місто знаходиться у зоні, котра характеризується вологим субтропічним кліматом. Найтепліший місяць — серпень із середньою температурою 27.8 °C (82 °F). Найхолодніший місяць — січень, із середньою температурою 6.7 °С (44 °F).
| Клімат Коті             | Клімат Коті | Клімат Коті | Клімат Коті | Клімат Коті | Клімат Коті | Клімат Коті | Клімат Коті | Клімат Коті | Клімат Коті | Клімат Коті | Клімат Коті | Клімат Коті | Клімат Коті |
| Показник                | Січ.        | Лют.        | Бер.        | Квіт.       | Трав.       | Черв.       | Лип.        | Серп.       | Вер.        | Жовт.       | Лист.       | Груд.       | Рік         |
| Абсолютний максимум, °C | 21          | 22          | 22          | 26          | 30          | 33          | 37          | 37          | 33          | 30          | 27          | 21          | 37          |
| Середній максимум, °C   | 11          | 11          | 14          | 19          | 22          | 25          | 28          | 30          | 27          | 23          | 18          | 13          | 20          |
| Середня температура, °C | 6           | 7           | 11          | 16          | 19          | 22          | 26          | 27          | 25          | 19          | 14          | 8           | 17          |
| Середній мінімум, °C    | 2           | 3           | 7           | 12          | 16          | 20          | 23          | 24          | 21          | 15          | 10          | 4           | 13          |
| Абсолютний мінімум, °C  | −6          | −7          | −3          | 2           | 7           | 12          | 17          | 17          | 10          | 3           | 0           | −5          | −7          |
| Днів з опадами          | 29          | 27          | 29          | 27          | 27          | 26          | 23          | 25          | 27          | 29          | 28          | 29          | 326         |
| Днів з дощем            | 26          | 24          | 29          | 27          | 27          | 26          | 23          | 25          | 27          | 29          | 28          | 29          | 320         |
| Днів зі снігом          | 5           | 3           | 1           | 0           | 0           | 0           | 0           | 0           | 0           | 0           | 0           | 1           | 10          |
| ----------------------- | ----------- | ----------- | ----------- | ----------- | ----------- | ----------- | ----------- | ----------- | ----------- | ----------- | ----------- | ----------- | ----------- |
| Джерело: Weatherbase    |             |             |             |             |             |             |             |             |             |             |             |             |             |

## Засоби масової інформації
- Телерадіомовна служба NHK в регіоні Шікоку.

## Уродженці
- Ітаґакі Тайсуке — японський політик, міністр.
- Ґото Сьодзіро — японський політик, міністр.

## Міста-побратими
- — Фресно, США
- — Вуху, КНР
- — Кітамі, Японія
- — Сурабая, Індонезія

## Галерея

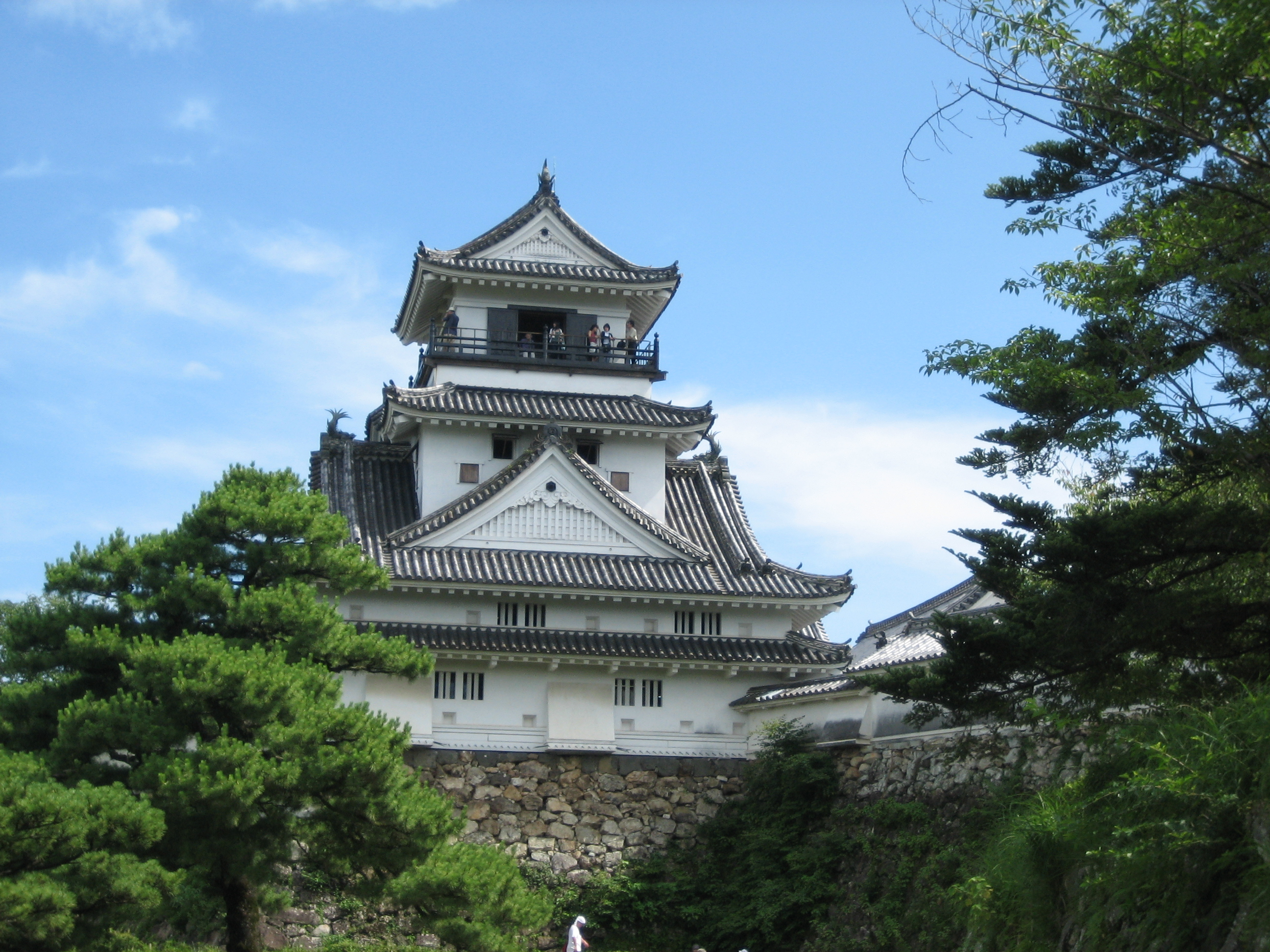
Замок Коті
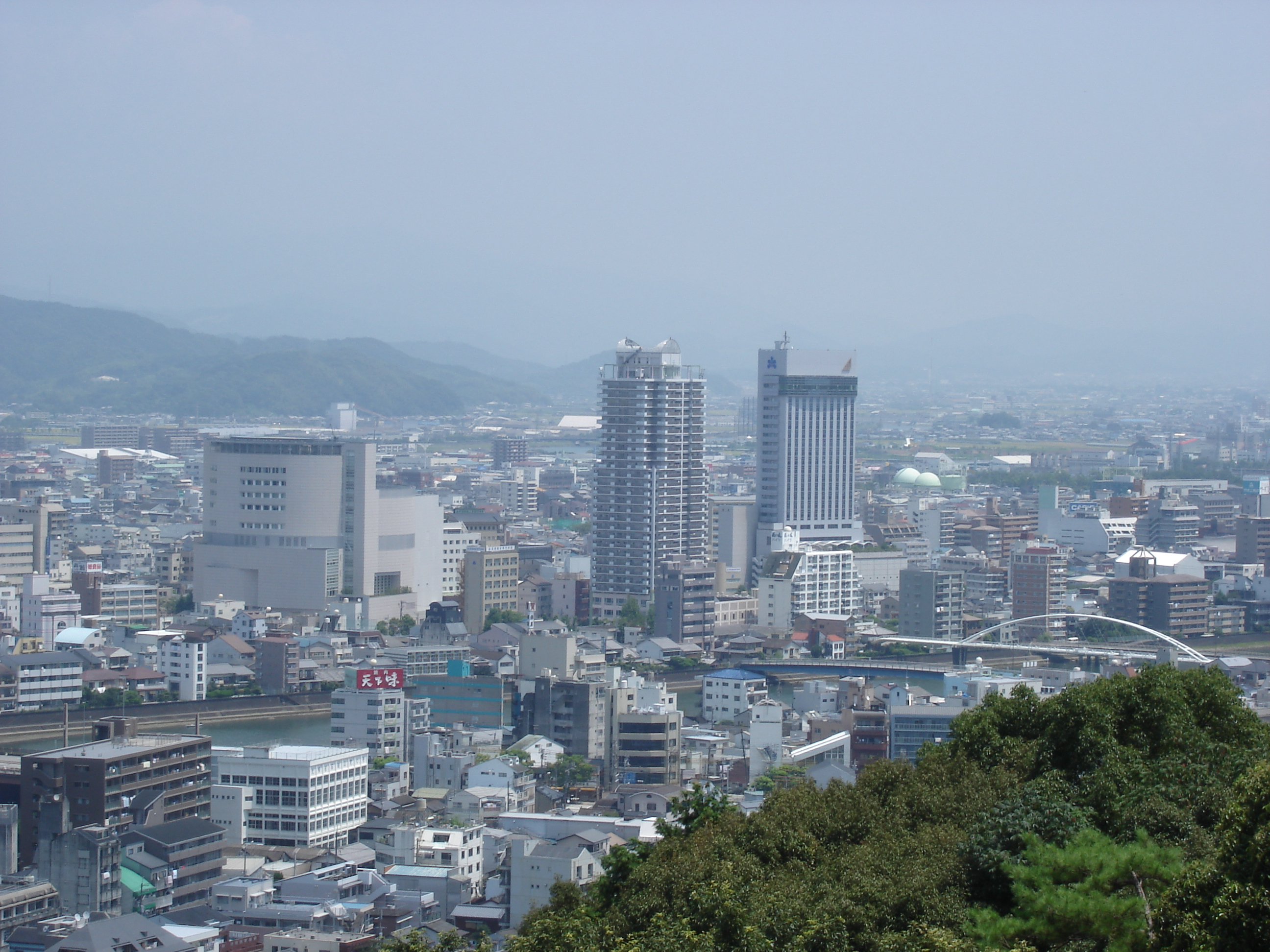
Діловий центр
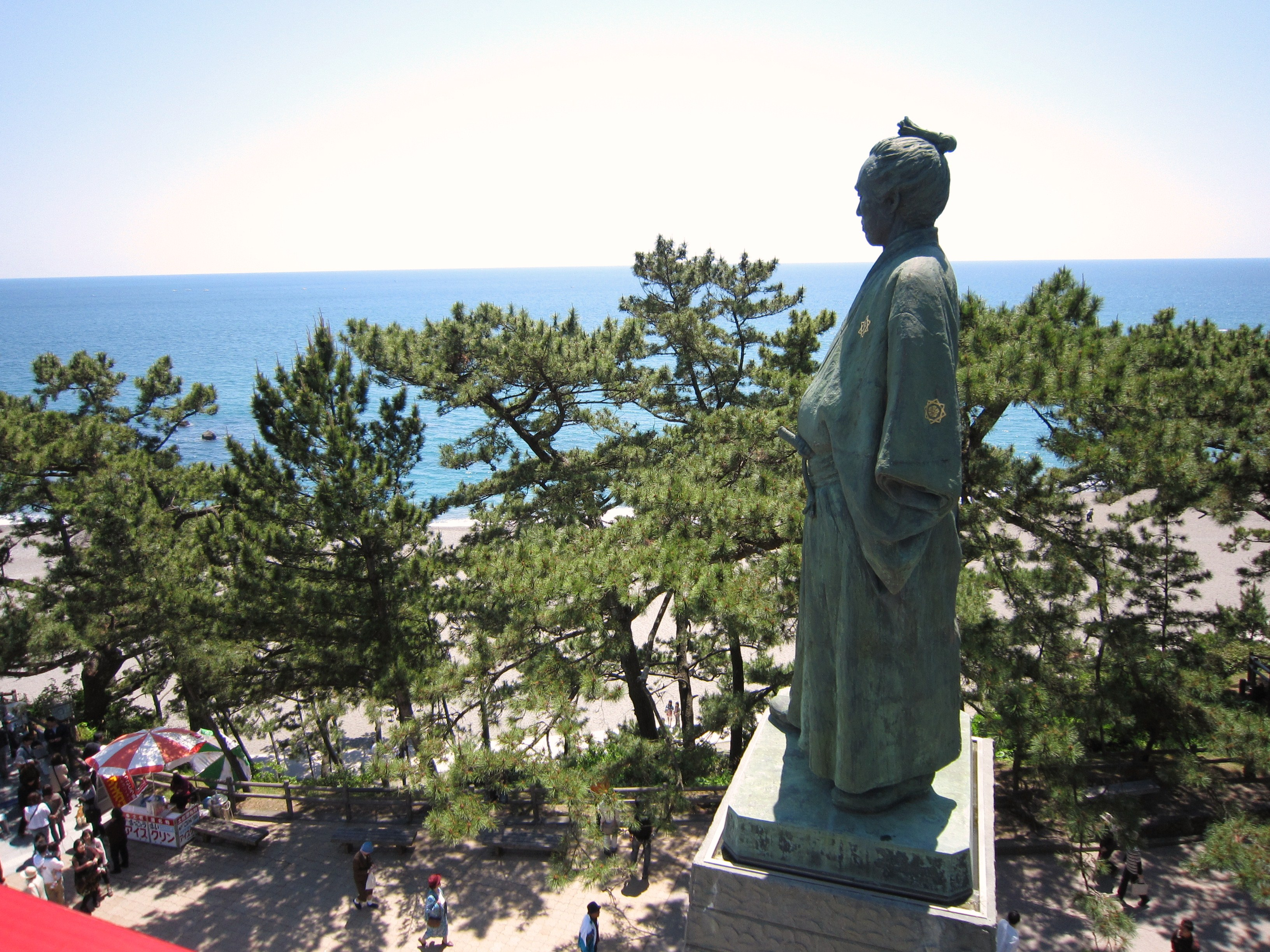
Памятник Рьомі
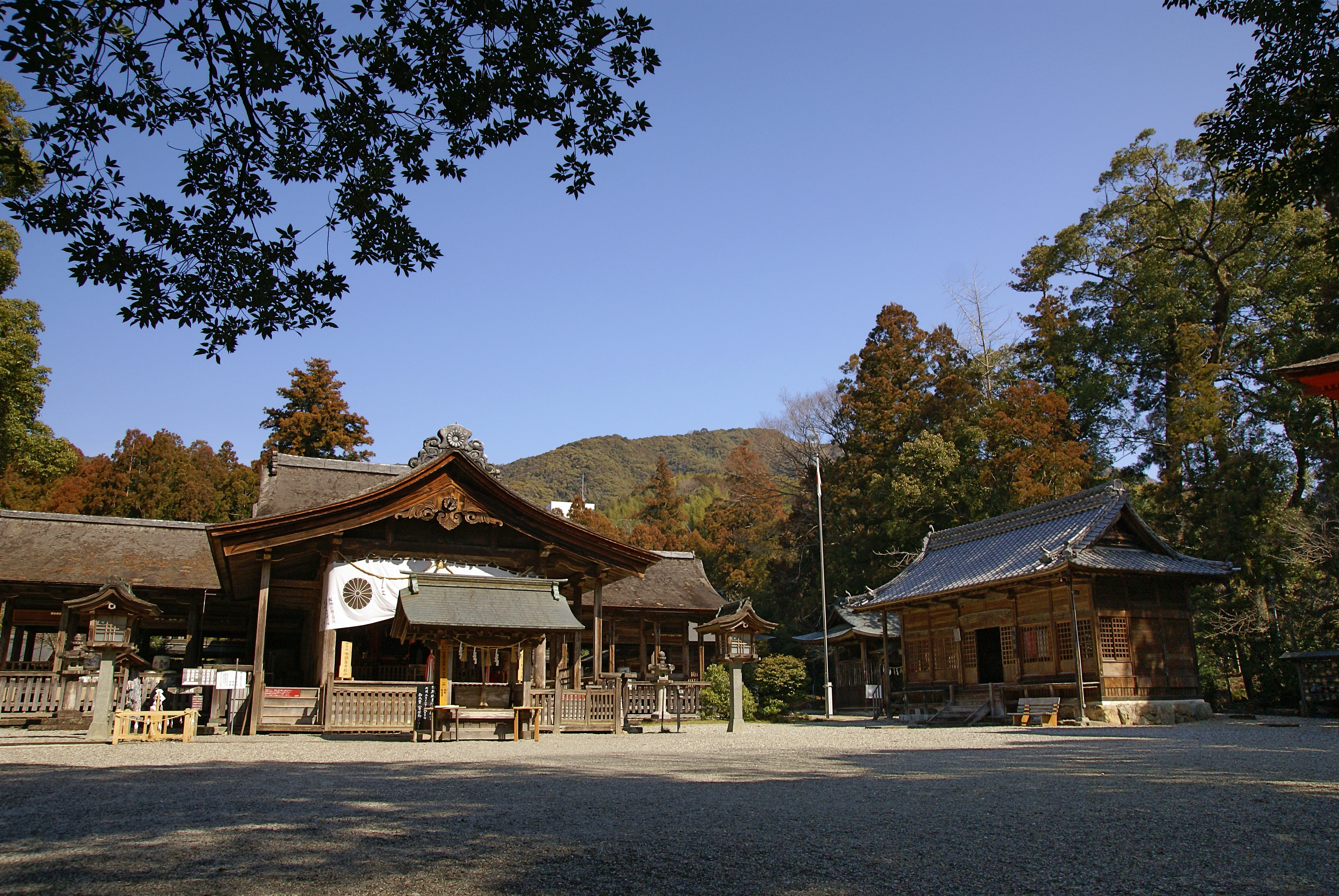
Святилище Тоса